# 뉴로틱 아웃사이더즈
뉴로틱 아웃사이더즈(영문표기:Neurotic Outsiders)는 1995년 섹스 피스톨즈의 스티브 존스, 건즈 앤 로지스의 더프 맥케이건과 맷 소럼, 듀란 듀란의 존 테일러에 의해 만들어진 슈퍼 그룹이다. 극초창기 라인업은 빌리 아이돌과 스티브 스티븐스(그리고 맥케이건과 소럼)를 포함하고 있었으나, 얼마 후 존스와 테일러로 교체되었다. 원래 명칭은 뉴로틱 보이 아웃사이더즈(Neurotic Boy Outsiders).
| Neurotic Outsiders | Neurotic Outsiders                                                              |
| ------------------ | ------------------------------------------------------------------------------- |
| 장르               | 펑크 록                                                                         |
| 활동연도           | 1995–1997 (재결합: 1999, 2006)                                                  |
| Labels             | Maverick / Warner Bros.                                                         |
| 관련 활동          | 건즈 앤 로지스, 섹스 피스톨즈, 듀란 듀란, 벨벳 리볼버, 더 컬트, 더 프로페셔널즈 |
|                    |                                                                                 |
| 멤버               | 더프 멕케이건 맷 소럼 빌리 아이돌 스티브 스티븐스 스티브 존스 존 테일러         |

초기에 Viper Room(서부 할리우드의 나이트 클럽)에서 친구끼리 함께 어울리는 모임이었던 그들은 1996년 Maverick Records에서 단 하나의 앨범(Neurotic Outsiders-수위 버전과 일반 버전이 있다. Explicit라고 검색할 경우 나온다.)을 녹음하고 유럽과 북미에서 간략한 투어를 가졌다. 현재 절판된 첫 번째 앨범은, 1997년 5곡의 EP앨범 'Angelina'(일본 한정 발매)가 뒤를 이었다.
1999년 4월, 그들은 Viper Room에서의 세 공연을 위해 일시적으로 재결합했다.
건즈 앤 로지스의 멤버들과 스티브 존스가 콜라보한 것은 처음이 아니다. 더 컬트의 미키 커리, 빌리 더피, 이안 아스트버리 그리고 건즈 앤 로지스의 액슬 로즈(맷 소럼이 건즈 앤 로지스 이전과 이후 모두 함께 활동했던)는 모두 스티브 존스의 솔로 앨범 Fire and Gasoline에서 게스트로 활동한 바 있다.

## 멤버

#### 1. 라인업
더프 맥케이건 - 기타, 베이스, 보컬, 리드 보컬(4,7,12트랙)
맷 소럼 - 드럼, 보컬
스티브 존스 - 기타, 보컬, 리드 보컬(1,2,8,9,10,11트랙)
존 테일러 - 베이스, 보컬, 리드 보컬(2,5,6트랙)

#### 2. 전 멤버
빌리 아이돌 - 보컬 (1995)
스티브 스티븐스 - 기타 (1995)

## 앨범 트랙 리스트 :Neurotic Outsiders
모든 트랙은 스티브 존스에 의해 작곡되었다. (일부 제외)
1. "Nasty Ho" – 4:32
2. "Always Wrong" (John Taylor) – 3:25
3. "Angelina" – 2:55
4. "Good News" – 3:32
5. "Better Way" (Jones, John Taylor) – 4:22
6. "Feelings Are Good" (John Taylor) – 3:23
7. "Revolution" – 3:48
8. "Jerk" – 4:10
9. "Union" – 4:29
10. "Janie Jones" (Joe Strummer, Mick Jones) – 1:53
11. "Story of My Life" – 4:10
12. "Six Feet Under" (Jones, Duff McKagan) – 4:00

## 그 외 정보
뉴로틱 아웃사이더즈는 암 환자를 위해, 헌금을 목적 하에 결성되었다.
여담에 따르면, 맷이 더프에게, 더프는 자신의 우상이었던 스티브에게, 스티브는 또 존에게 연락해 결성되었다고 한다.